# Adore You
"Adore You" é uma canção da artista musical estadunidense Miley Cyrus, contida em seu quarto álbum de estúdio Bangerz (2013). A balada foi composta e produzida por Oren Yoel, com o auxílio de Stacy Barthe na escrita. Após o lançamento do disco, a faixa conseguiu entrar nas tabelas do Canadá, dos Estados Unidos, da França e do Reino Unido. Consequentemente, foi enviada para as rádios dos Estados Unidos em 17 de dezembro de 2013, servindo como o terceiro single do projeto.

## Antecedentes e lançamento
Em 2012, Cyrus anunciou que planejava focar-se em sua carreira cinematográfica, entrando efetivamente em hiato em projetos fonográficos. Naquele ano, ela estrelou os filmes LOL e So Undercover. Ela também foi confirmada como a dubladora principal do longa-metragem animado, mas abandonou o projeto em razão de um retorno musical. Em janeiro de 2013, Cyrus encerrou seu contrato com a Hollywood Records, sob a qual lançou os discos Hannah Montana 2: Meet Miley Cyrus (2007), Breakout (2008), Can't Be Tamed (2010), e o extended play The Time of Our Lives (2009). Mais tarde, naquele mês, ela assinou um acordo com a RCA Records. Em março, a artista confirmou que seu quarto álbum de estúdio seria lançado no final de 2013. O produto final, Bangerz, veio a ser distribuído em outubro seguinte e estreou na primeira colocação da Billboard 200, com cerca de 270 mil cópias adquiridas.
Em 18 de dezembro de 2013, Cyrus revelou a capa de arte oficial através de suas contas no Instagram e Twitter. A imagem apresenta a metade inferior do rosto da cantora coberto por um buquê de rosas, com o título "Adore You" estilizado em fonte sans-serif totalmente em letra maiúscula. A fotografia foi descrita como sendo estranhamente conservadora em comparação com seus projetos anteriores, por esta altura ter-se associado a uma imagem pública sexualmente provocante.

## Composição
"Adore You" foi composta por Stacy Barthe ao lado de Oren Yoel, que ficou a cargo da produção. Sean Tallman coordenou o processo de gravação, com o auxílio de Doron Dina e Todd Hurtt. Os vocais principais foram interpretados por Miley Cyrus, enquanto Paul Dateh executou o violino. Dave Kutch realizou a masterização nos estúdios The Mastering Palace. A faixa constata como a primeira do repertório de seu quarto álbum de estúdio Bangerz, lançado em 2013. De acordo com a partitura publicada pela Universal Music Publishing Group, a música está composta na tonalidade de dó maior e no tempo de assinatura comum infundida no metrônomo de sessenta batidas por minuto. O alcance vocal de Cyrus abrange entre as notas de sol maior à de lá maior.

## Desempenho nas tabelas musicais

### Posições
| Tabela musical (2013)                                  | Melhor posição |
| ------------------------------------------------------ | -------------- |
| Austrália (ARIA Charts)                                | 25             |
| Bélgica (Ultratip de Flandres)                         | 19             |
| Bélgica (Ultratop 40 da Valônia)                       | 20             |
| Canadá (Canadian Hot 100)                              | 36             |
| Escócia (The Official Charts Company)                  | 21             |
| Estados Unidos (Billboard Hot 100)                     | 21             |
| Estados Unidos (Pop Songs)                             | 15             |
| França (Syndicat National de l'Édition Phonographique) | 143            |
| Irlanda (Irish Recorded Music Association)             | 44             |
| Nova Zelândia (Recorded Music NZ)                      | 15             |
| Reino Unido (UK Singles Chart)                         | 27             |

## Histórico de lançamento
| País           | Data                   | Formato          | Gravadora |
| -------------- | ---------------------- | ---------------- | --------- |
| Estados Unidos | 17 de dezembro de 2013 | Rádio mainstream | RCA       |